# Chance Sisco
Pour les articles homonymes, voir Sisco (homonymie).
Chance Thomas Leo Sisco (né le 24 février 1995 à Corona, Californie, États-Unis) est un receveur des Orioles de Baltimore de la Ligue majeure de baseball.

## Carrière
Chance Sisco est choisi par les Orioles de Baltimore au 2e tour de sélection du repêchage amateur de 2013.
Il est sélectionné pour le match des étoiles du futur en 2016 et en 2017.
Il fait ses débuts dans le baseball majeur le 2 septembre 2017 avec les Orioles de Baltimore.